# Behendigheidssport
Een behendigheidssport of behendigheidsspel is een activiteit waarbij niet kracht en snelheid centraal staan, maar vooral concentratie, nauwkeurigheid en de controle van het lichaam. Daarbij zijn het ontspannen en de ademhaling beheersen erg belangrijk alsook tactiek en visuele inschatting.
Voorbeelden van behendigheidssporten zijn biljart, boogschieten, carambole, curling, darts, kleiduivenschieten, pedalo, pool, schietsport, sjoelen, snooker en tafelvoetbal.
Met uitzondering van tafelvoetbal is er bij deze sporten is telkens slechts één speler tegelijk aan beurt.